# Ryota Takasugi
Ryota Takasugi (髙杉 亮太 Takasugi Ryota?), född 10 januari 1984 i Yamaguchi prefektur, är en japansk fotbollsspelare.
Takasugi började sin karriär 2006 i FC Machida Zelvia. 2007 flyttade han till Ehime FC. Han spelade 135 ligamatcher för klubben. 2013 flyttade han till V-Varen Nagasaki.